# هالدومولا
هالدومولا (به لاتین: Haldummulla) یک منطقهٔ مسکونی در سری‌لانکا است که در ناحیه بادولا واقع شده‌است.